# Dianismo

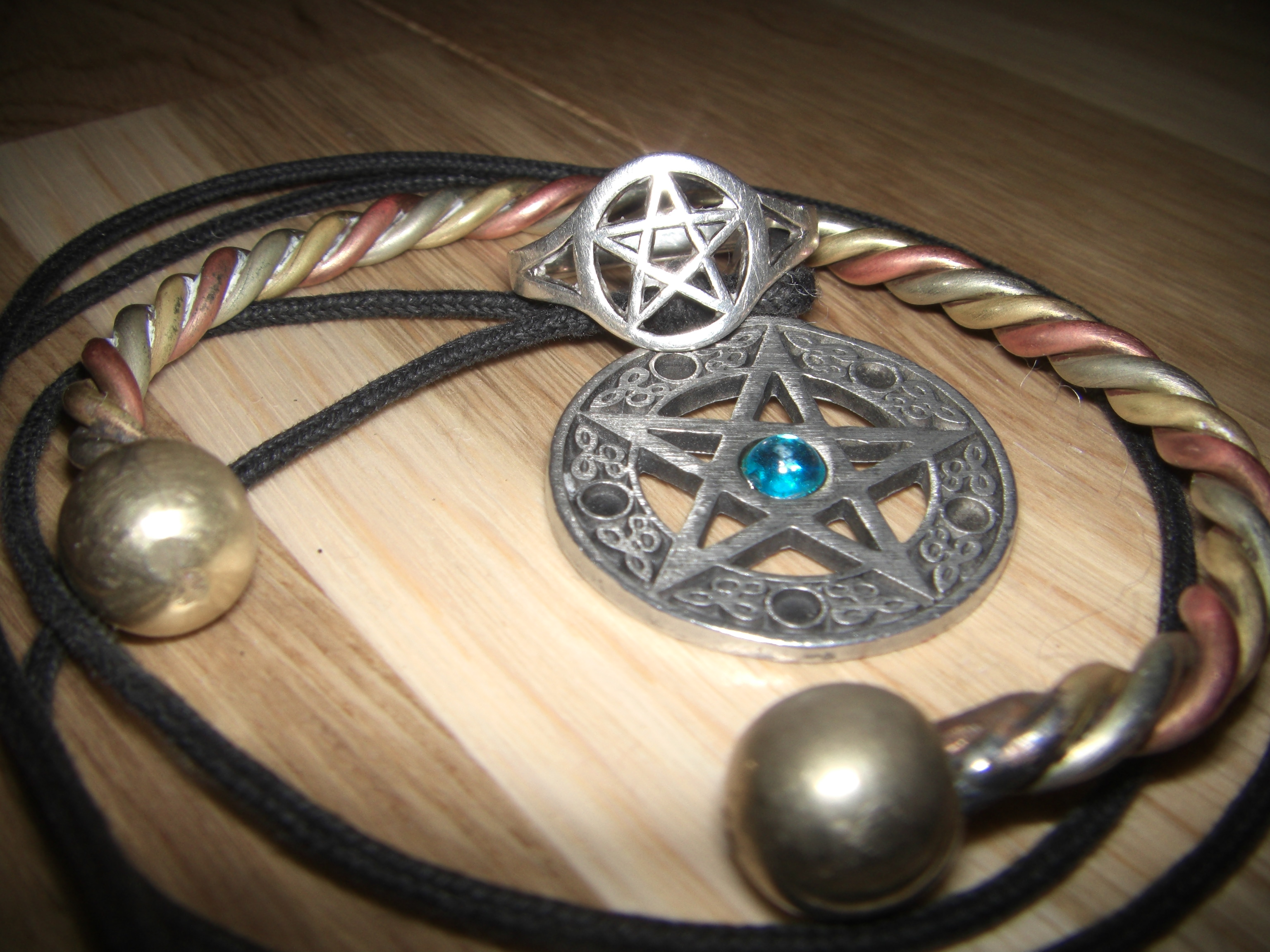
Una selección de bisutería usada para el ritual de la Wicca

El dianismo o wicca diánica es una tradición monoteísta de culto a la Diosa, dentro de la wicca.
Fue fundada por Zsuzsanna Budapest en los Estados Unidos en la década de 1970. Es notable por su adoración de una única diosa (Diana, protectora de las mujeres y la naturaleza) y su foco en un feminismo matriarcal. El Dianismo se denomina de acuerdo con la diosa romana Diana, pero los Diánicos adoran a la Diosa bajo una plétora de nombres. El Dianismo combina elementos de la Wicca Tradicional Británica, magia folclórica italiana tal como fue registrada por Charles Leland en Aradia, valores feministas, magia folclórica, y prácticas de curación aprendidas de su madre.

## Historia
El culto pagano a Diana se inicia en la adoración romana precristiana a dicha diosa, en todas las tradiciones matrilineales religiosas, en las mujeres sabias y las tradiciones mistericas de las mujeres alrededor del mundo, y se basa en el culto neopagano de la Wicca gardneriana. Pero el renacimiento de esta religión puede ser trazado hasta los movimientos feministas de los últimos años de la década de los 60. En 1968 un grupo político radical de mujeres formaron una organización de protesta llamada W.I.T.C.H. ("Women's International Terrorist Conspiracy From Hell") y se llamaban a sí mismas un coven o aquelarre. Aunque W.I.T.C.H. fue casi puramente una organización política, ésta inspiró coventículos alrededor de Estados Unidos, algunos de los cuales vinieron a ser espirituales y también de naturaleza política. Poco después, Z. Budapest, una bruja hereditaria de Hungría, formó el coven Susan B. Anthony n.º 1 en California y abrió la primera tienda de libros y magia de espiritualidad femenina llamada "Feminist Wicca" (Wicca Feminista). Celebró una ceremonia en el Solsticio de invierno de 1971 en Hollywood, California. Los festivales culturales de mujeres a la Diosa, comenzaron en 1973 y se convirtieron en una organización para mujeres interesadas en la Wicca diánica.

## Creencias y prácticas

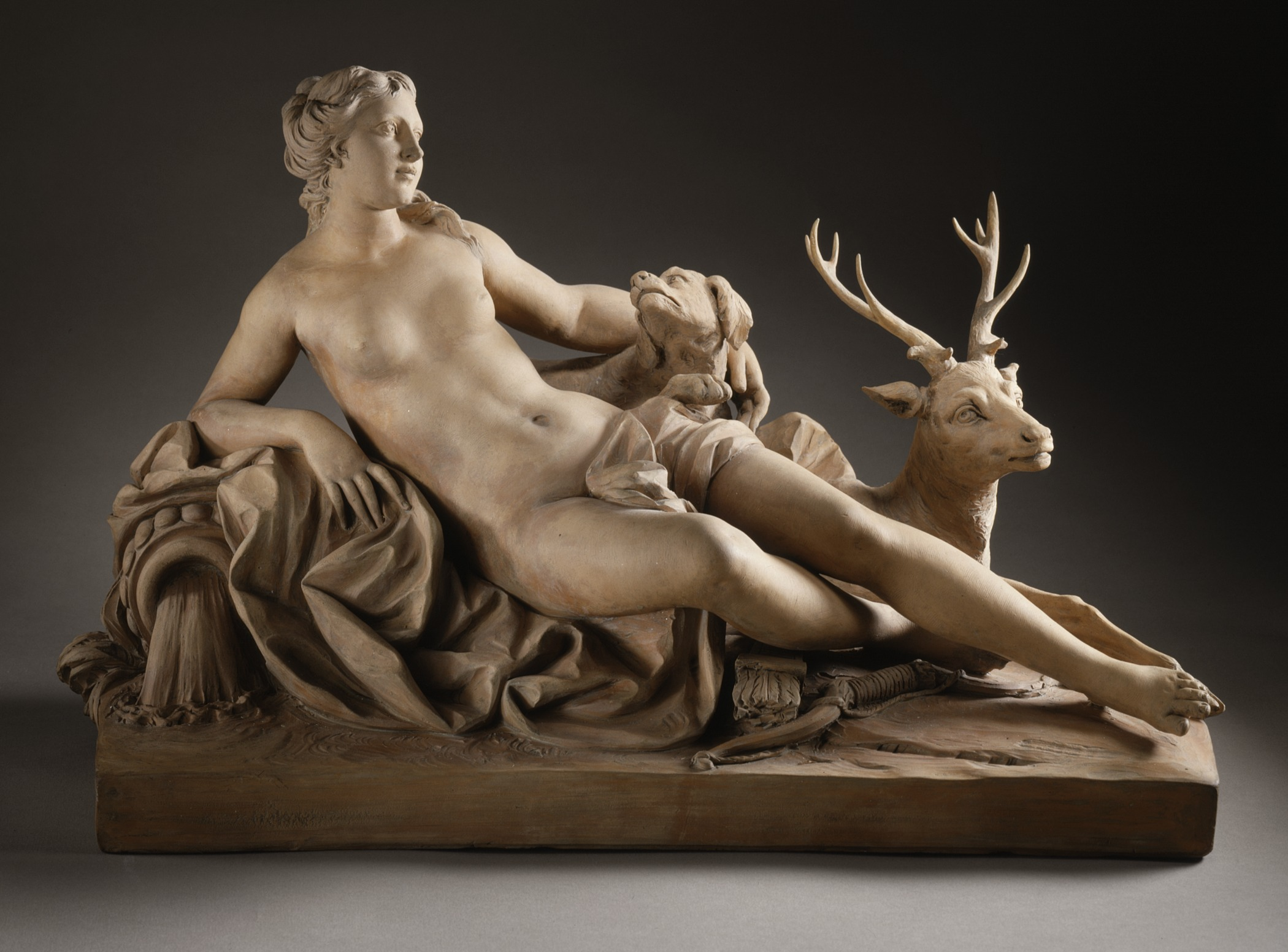
Diana

Wicca diánica, Brujería diánica y Brujería feminista diánica son nombres comunes para la tradición Neopagana Diánica Feminista. Mientras algunas diánicas se identifican a sí mismas como wiccanas, algunas prefieren el término bruja o sacerdotisa de la Diosa. La Wicca diánica puede ser muy similar a la Wicca tradicional en la práctica (celebran las fiestas wiccanas), pero difieren significativamente en las creencias. La mayoría de los miembros de la Wicca diánica le rinden culto a la Diosa solamente, reconociendo que Ella es la fuente de toda vida y contiene todo dentro de Ella. Existen brujas diánicas quienes practican otras formas de paganismo (posiblemente honrando una deidad masculina o deidades) fuera de su práctica diánica. Algunas diánicas son monoteístas, otras politeístas, y otras no-teístas.
Muchas diánicas rinden culto en círculos y coventículos compuestos solamente por mujeres, pero hay tradiciones diánicas que incluyen miembros de ambos sexos. Eclecticismo, apreciación de la diversidad cultural, interés ecológico, y familiaridad con sofisticados conceptos de psiquis y transformación son característicos. Contrario a algunas caracterizaciones, la mayoría de las diánicas son mujeres heterosexuales o bisexuales. Una minoría son lesbianas, y algunas de estas están asociadas con posiciones de separatismo lésbico. 
Muchos seguidores de la Wicca diánica creen que antes de que la historia fuera registrada hubo un matriarcado extendido o universal, o culturas matriarcales las cuales rendían culto a la Diosa, tenían estructuras familiares matrilineales, igualdad social entre los sexos y no practicaban la guerra. Estas culturas fueron lentamente suplantadas por violentos grupos patriarcales; los mitos originales de la Gran Madre y las diosas fueron englobados en la mitología honrando a los conquistadores y dioses guerreros. Las diánicas señalan el trabajo de una influyente y controvertida arqueóloga llamada Marija Gimbutas. Algunas brujas diánicas creen que las culturas matriarcales y adoradoras de la Diosa existieron literalmente, otros ven en ellas improbables pero inspiradoras leyendas.
La acción política es muy importante para muchas diánicas, la capacitación personal es importante para todos. El dicho "lo personal es político" puede querer decir que ellas ven su elección por ser adoradoras de la Diosa como una declaración política así como una opción religiosa. Algunas diánicas sugieren que los cultos monoteístas de un dios masculino (como el Dios dentro del cristianismo, el islam y el judaísmo) es particularmente dañino para niñas y mujeres porque si los modelos para la perfección, la bondad y la autoridad son masculinos, entonces más de la mitad de la población será siempre percibida como inadecuada.
Algunas Wiccanas diánicas como practicantes del "camino positivo" no practican hechizos manipulativos o de atar; otras brujas diánicas, como Zsuzsanna Budapest, no considera mal este tipo de hechizos para los que atacan a las mujeres.

## Diferencias entre las tradiciones Diánicas y la Wicca en general
(Se dice "tradición diánica" para englobar a todo tipo de práctica diánica, las cuales, pueden o no, ser una tradición de la Wicca).
Como otros practicantes de la Wicca, las diánicas y los diánicos pueden formar coventículos, realizar festivales, celebrar las ocho festividades mayores de la Wicca (solsticios y equinoccios), y los Esbats, los cuales son rituales en su mayoría dedicados a la Luna Llena. En el dianismo se utilizan casi todas las mismas herramientas para el altar, los rituales y también el mismo vocabulario que en el resto de vicanismo. Las diánicas y los diánicos pueden también reunirse en círculos más informales, lo cual implica menos compromisos.
Las diferencias más notables entre las dos es que los coventículos diánicos están en la mayoría de los casos compuestos por mujeres de manera destacada, mientras que los otros coventículos wiccanos son mixtos, algunos intentan tener el mismo números de mujeres y hombres, y que la mayoría de los wiccanos rinden culto al Dios y la Diosa, mientras en las tradiciones diánicas generalmente se le rinde culto a la Diosa como un todo en Ella misma (monoteísmo).
Otras diferencias son menos marcadas y no pueden ser notadas por alguien de afuera. Estas incluyen cómo el poder es manejado dentro del círculo o el coven. Los coventículos wiccanos tradicionales (particularmente los garderianos y alejandrinos) son dirigidos por una Suma Sacerdotisa y un Sumo Sacerdote quienes pueden fundar un coven por ellos mismos después de llegar a un segundo y tercer grado de iniciación en otro coven, desprenderse de un coven existente que se ha vuelto demasiado grande, o estar en el coven mucho tiempo (aunque esto no es típico en los coventículos estrictamente tradicionalistas). Ellos usualmente dirigen el coven y toman las decisiones considerando el manejo del mismo. 
En muchos coventículos diánicos la igualdad y la capacitación personal de todos es la regla; a menudo la posición de Suma Sacerdotisa o líder ritual rota entre las mujeres por cada aquelarre (Sabbat), por lo que todas las mujeres en el coven tienen la oportunidad de dirigir. A menudo el término "Suma" es quitado dentro del coven y la palabra "sacerdotisa" puede ser usada más como un verbo que como un nombre - por lo tanto cada una toma un turno como sacerdotisa más que "ser" la sacerdotisa. Las decisiones tomadas en grupo a menudo son consensuadas más que jerárquicas.
Mientras algunos grupos diánicos ofrecen iniciaciones en la tradición, muchos coventículos diánicos no ofrecen iniciaciones ni un sistema de grados, prefiriendo una práctica en grupo menos jerárquica. En la Wicca tradicional existe a menudo un periodo de iniciación (algunas veces por un año o más), antes de avanzar a una práctica más completa. Estos pueden ser sistemas de tres, cinco y más grados de rango dentro de un coven o tradición. Una persona a veces sólo es considerada wiccana hasta que haya pasado por la iniciación y no puede comenzar su propio coven hasta que no haya alcanzado un segundo o tercer grado. Mientras que en las tradiciones diánicas la iniciación no es necesariamente requerida para ser parte de la Tradición y pueden formar sus propios coventículos.
La apertura hacia las personas de fuera es otra gran diferencia entre los dos grupos. Por muchos años los wiccanos fueron muy secretistas, sin embargo, esto cambió con las publicaciones de Gerald Gardner. Con la formación de las tradiciones diánicas en la década de los '60, la Wicca en general se hizo más pública. Las diánicas hicieron concentraciones públicas, protestas, e incluso estuvieron envueltas en casos judiciales. Por ejemplo, Zsuzsanna Budapest se enfrentó al estado de California en las cortes y triunfó. Estas acciones ayudaron a traer a la Wicca más a la luz pública y la ayudó a ser una religión más dominante. Existieron algunas fricciones entre algunos wiccanos tradicionales y diánicos, pero con el pasar del tiempo los grupos paganos se han vuelto más respetuosos entre ellos y consideran este tipo de fricciones inapropiadas.
Debido a las posturas políticas de muchas brujas diánicas, sus celebraciones a menudo incluyen diosas y tradiciones de países del llamado Tercer Mundo o de grupos desprivilegiados en países industrializados, mientras que muchos grupos de la Wicca tradicional tienen una tendencia hacia el eurocentrismo, por ejemplo con deidades célticas y clásicas, sin embargo, en la Wicca se hace hincapié en que los nombres de las deidades son simples "etiquetas" y que todos los dioses son el mismo Dios, y todas las diosas, la misma Diosa. Mawu, Yemayá e Ixchel (de los mayas) son ejemplos de nombres de diosas no-europeas populares entre las tradiciones diánicas.